# Động vật ăn lá
Động vật ăn lá hay động vật ăn thảo mộc (tiếng Latin: Folivore) là các loài động vật ăn cỏ (thực vật) nhưng đã có sự chuyên biệt hoá trong chế độ ăn chủ yếu chỉ là các loài lá cây. Những chiếc lá phát triển hoàn toàn sẽ chứa một tỷ lệ cao của các hợp chất khó tiêu hóa như cellulose và ít năng lượng hơn so với các loại thực phẩm khác, và thường độc hại. Vì lý do này, động vật ăn lá (folivorous) có xu hướng tiêu hóa lâu hơn và chuyển hóa chậm, nhiều loài có cấu trúc miệng đặc biệt để thích nghi với việc bứt lá và nhai lá.
Nhiều cá thể tranh thủ sự hỗ trợ của các vi khuẩn cộng sinh để giải phóng các chất dinh dưỡng trong chế độ ăn uống của chúng. Ngoài ra, như đã được quan sát thấy ở các loài linh trưởng từ các loại thú ăn lá (folivorous), chúng biểu hiện việc cực kỳ thích ăn lá non, vì có xu hướng dễ dàng hơn để nhai nhỏ do lá non thường mềm hơn, thường có nhiều năng lượng và protein, và ít chất xơ và các chất độc hơn lá trưởng thành. Nhiều người thích ăn thịt rừng, nhất là hươu nai vì quan niệm rằng chúng ăn nhiều loài thảo mộc và do đó thịt chúng sẽ có giá trị chữa bệnh.
Ví dụ về các loài động vật ăn lá bao gồm:
- Động vật có vú: Hươu đùi vằn (okapi), lười, thú có túi, gấu túi và các loài khỉ. Đặc biệt loài hươu cao cổ đã tiến hóa để có cái cổ dài và có thể bứt lá trên cao.
- Các loài chim: Chim Opisthocomus hoazin của vùng Amazon và những con vẹt Kakapo của New Zealand
- Bò sát: Cự đà, kỳ nhông được ghi nhận là một loài bò sát ăn lá
- Côn trùng: Các loại sâu bướm, ong cắn lá, bọ cánh cứng, sâu vẽ lá và Orthoptera
- Những loài khác: nhiều loài sống ở trên cạn, trên nền đất như ốc sên và sên

## Tổng quan

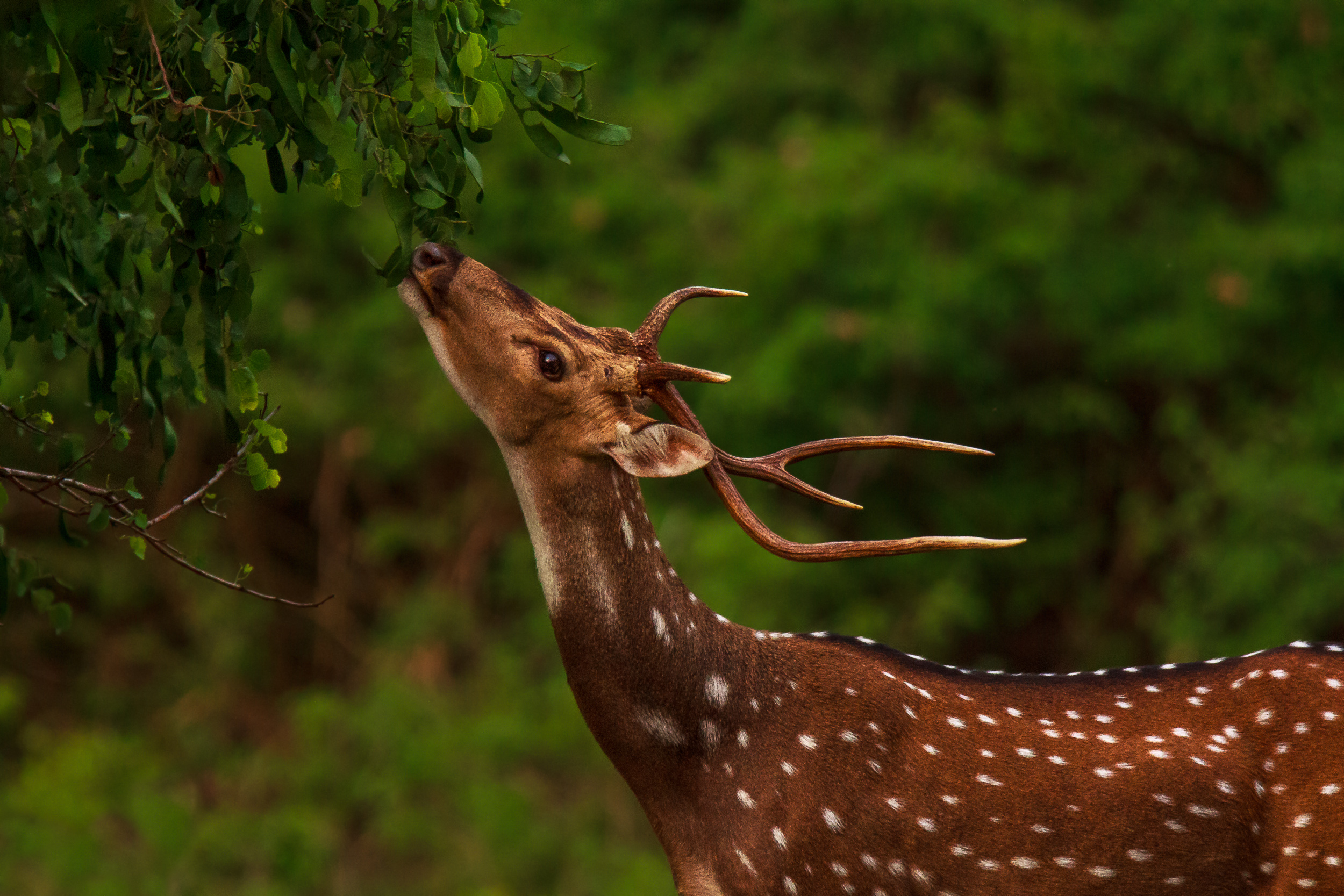
Một con hươu đang ăn lá

Các loài ăn thực vật đã tiến hóa nhiều lần giữa các nhóm khác nhau của giới động vật. Các vật có xương sống đầu tiên là piscivores, sau đó là động vật ăn côn trùng, động vật ăn thịt và cuối cùng là động vật ăn cỏ. Kể từ khi một tập hợp phức tạp của sự thích nghi cần thiết cho việc ăn các loại thực vật nhiều xơ (như thay đổi cấu trúc của răng, hàm, và đường tiêu hóa) và chỉ có một tỷ lệ nhỏ của động vật bốn chân còn tồn tại là động vật ăn cỏ bắt buộc, nó có thể là động vật bốn chân đầu chuyển sang là động vật ăn thực vật bằng cách trở thành nhữ Omnivory.
Việc này đã được quan sát và thấy rằng động vật ăn lá folivory là cực kỳ hiếm trong số các động vật có xương biết bay. Việc này xét vào thực tế thì thấy rằng những chiếc lá rất nặng nề, chậm tiêu hóa và chứa ít năng lượng so với các loại thực phẩm khác. Loài chim Opisthocomus hoazin là một ví dụ về một con chim ăn lá folivorous. Một số loài dơi là một phần của động vật ăn lá folivorous, phương pháp của chúng là nắm bắt nguồn dinh dưỡng từ lá, nhai lên những chiếc lá, nuốt nhựa cây và phun ra phần còn lại.

## Loài trên cây
Một con động vật có vú sống trên cây là loài ăn lá như con lười, gấu túi, và một số loài khỉ và vượn cáo, có xu hướng lớn hơn và leo trèo lên một cách thận trọng. Những điểm tương đồng trong hình dạng cơ thể và cấu trúc răng giữa những loài linh trưởng nguyên thủy và các họ khác nhau của các động vật ăn lá folivores sống trên cây có được nâng quan điểm như là bằng chứng rằng những dạng người tổ tiên sớm cũng là một động vật ăn lá (folivorous).
Đối với các loài Linh trưởng, lý thuyết sinh thái tiêu chuẩn dự đoán kích thước nhóm tương đối lớn đối với các loài linh trưởng ăn lá (folivorous), như các nhóm lớn cung cấp cho sự phòng thủ tập thể tốt hơn để chống lại kẻ thù và chúng phải đối mặt với việc ít cạnh tranh cho việc dành nguồn thức ăn trong mỗi khía cạnh khác. Nó đã được quan sát thấy rằng những con vật này vẫn thường xuyên sống trong các nhóm nhỏ. Giải thích được sự hỗ trợ cho nghịch lý hiển nhiên này bao gồm các yếu tố xã hội như tăng tỷ lệ trẻ sơ sinh trong các nhóm lớn. Linh trưởng ăn lá (Folivorous) là tương đối hiếm trong các loài khỉ Tân thế giới, một ngoại trừ chính là những con khỉ rú. Một lời giải thích đã được đưa ra là các loài đậu quả rất phong phú trong vùng Tân Thế giới.

## Các loài

### Hươu nai

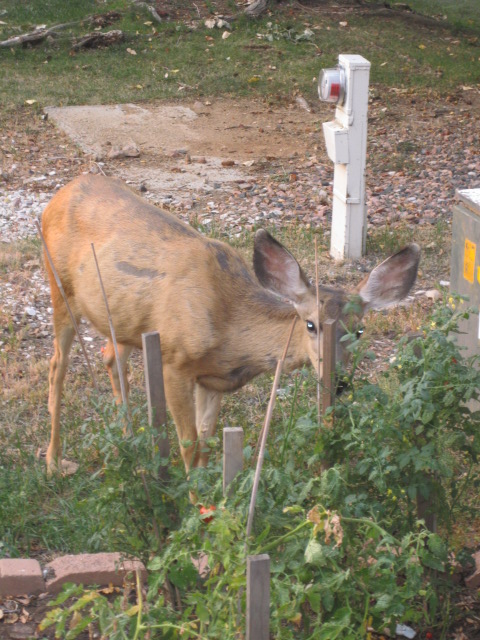
Một con hươu đang ăn lá cà chua

Thức ăn của hươu, nai gồm tất cả các loại lá cây và cỏ, trung bình mỗi con ăn khoảng 10 kg/ngày, trong đó, trung bình mỗi ngày, một con hươu trưởng thành ăn khoảng 5 kg cỏ, lá/ngày. Chúng thích ăn các loại lá sạch, Thức ăn phải được rửa sạch sẽ, và không nên cho hươu ăn lá cây bị ướt, vì dễ gây đau bụng. Hươu sao thì chủ yếu là các loại lá mít, lá vả, lá sung, lá cây muối, lá dướng, lá hu đay (lá giấy), lá ngái, lá ngõa, lá vông, lá giới, lá khế, lá xoan.

### Ốc
Ốc núi Bà Đen Thức ăn của loài ốc núi Bà chủ yếu là thảo dược mọc hoang trên núi như cây mã tiền, lá vong núi, lá Nàng Hai, nên ốc mang đầy vị thuốc, rất ngon và bổ dưỡng, có thể trị các bệnh như phong thấp, đau khớp, dạ dày. Với chế độ ăn lá những loại thảo dược mọc hoang trên núi như cây mã tiền, lá vong núi, đặc biệt là loại thuốc quý tên gọi dân gian là lá Nàng Hai

### Côn trùng

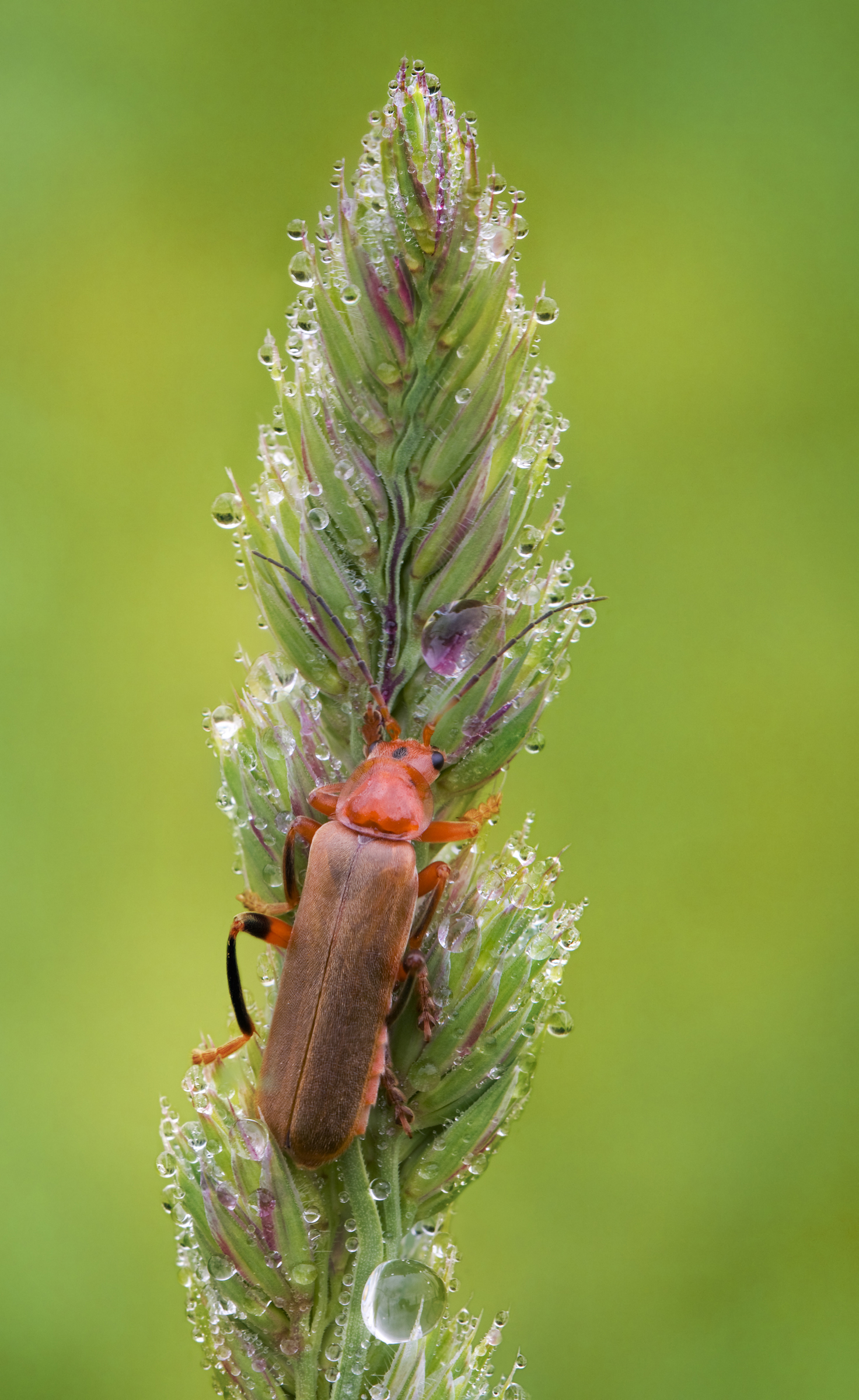
Một con bọ rầy ăn lá

Ruồi đục lòn (Liriomyza trifolii) trùng cái dùng bộ phận đẻ trứng rạch nhiều lỗ, các lỗ đục thường xuất hiện ở chóp lá hay dọc theo bìa lá. Dòi gây hại cho cây bằng cách đục thành những đường ngoằn ngoèo ở mặt trên lá, lúc đầu đường đục nhỏ, càng lúc càng to dần cùng với sự phát triển của ấu trùng. Khi trưởng thành dòi đục thủng biểu bì chui ra ngoài và làm nhộng trên mặt lá hay trên các bộ phận khác của cây hoặc buông mình xuống đất làm nhộng.
Muỗi hành phá hại lúa từ giai đoạn mạ đến giai đoạn cuối đẻ nhánh, khi bị tấn công đỉnh sinh trưởng biến dạng thành “cọng hành” (hay còn gọi ống hành). Khi ống hành đã vươn ra ngoài cũng là lúc sâu non đã hoá nhộng. Với muỗi hành là những ống tròn màu xanh lá cây nhạt, đó là bẹ lá bị biến dạng, phiến lá chỉ là một mảnh nhỏ ở đầu ống, nắm kéo lên không đứt, những ống này không chết đi nhưng làm chồi bị nhiễm không trổ bông được, những bụi lúa bị nhiễm lùn, đâm nhiều chồi, lá xanh thẫm, ngắn, dựng đứng, có nhiều cọng lúa giống như cọng hành lẫn trong bụi lúa.
Bọ xít xanh Chúng thường gây hại khi lúa còn non ở giai đoạn mạ, lúa lúa hồi xanh và đang đẻ nhánh. Lúa xuân muộn (tháng 3,4) thường bị hại nặng hơn cả. Lúa gieo thẳng bị hại nặng hơn lúa cấy. Những năm khô hạn thích hợp cho bọ trĩ phát sinh rộ. Ruộng lúa càng khô hạn thì thiệt hại do bọ trĩ gây ra càng lớn. Bọ xít thường gây hại nặng ở tất cả các giai đoạn sinh trưởng của cây lúa.
Bọ trĩ Bọ trĩ trưởng thành và non đều hút nhựa lá làm cho lá có màu vàng đỏ. Khi mật độ thấp xuất hiện những chấm nhỏ xếp theo hàng dọc trên lá, lá non hầu như bị quăn lại, không hồi phục được. Bọ trĩ gây hại ngay từ khi cây lúa xuất hiện, mật độ tăng dần từ khi lúa hồi xanh đến đẻ nhánh sau đó giảm dần tới lúc lúa trỗ. Trời mưa lớn là bất lợi cho bọ trĩ. Bọ trĩ thường hại nặng những ruộng thiếu nước. Ruộng khô xuất hiện nhiều bọ trĩ gây hại làm cho đầu lá lúa quăn lại và biến màu vàng. Khi trời mưa bọ trĩ giảm số lượng rõ rệt, nhất là giai đoạn bọ trĩ lớn.
Bọ gai trưởng thành gặm lớp mô của mặt trên lá để lại lớp biểu bì tạo thành những đường sọc trắng song song với gân lá. Ấu trùng ăn lớp mô giữa lá để lại lớp biểu bì ở mặt trên và dưới lá tạo thành một túi trắng hình dạng bất thường trên lá, ấu trùng và nhộng nằm trong đó. Một lá lúa có thể bị nhiều bọ gai đục làm lá bị khô bạc trắng, ruộng xơ xác, lúa sinh trưởng kém.
Rệp ngôhút nhựa ở trên nhiều bộ phận của cây như lá non, bông cờ, lá bi, nõn ngô, bẹ lá làm cho cây ngô mất hết dinh dưỡng, cây trở nên còi cọc, yếu ớt, bắp bé đi, hoặc không hình thành bắp nếu bị hại từ giai đoạn cây còn nhỏ, chất lượng hạt xấu kém. Rệp phá hại làm giảm năng suất và phẩm chất ngô rõ rệt. Ngoài cây ngô chúng còn có nhiều loại cây ký chủ khác như: kê, cao lương, mía, cỏ trồng làm thức ăn cho gia súc.. Mặt khác chúng còn là môi giới truyền virus gây một số bệnh cho cây bắp như bệnh vàng lùn, bệnh khảm lá, bệnh đỏ lá
Rệp sáp bột hồng sẽ tấn công điểm sinh trưởng của cây sắn, gây hiện tượng chùn ngọn. Nếu bị nhiễm với mật độ cao, có thể gây rụng toàn bộ lá của cây sắn. Rệp sáp bột hồng tấn công điểm sinh trưởng của cây sắn, gây hiện tượng chùn ngọn. Ngọn chính bị gây hại dẫn đến cây sắn trở nên lùn, thân cây cong queo gây rối loạn, rệp bám mặt sau lá, nhiều nhất trên các nách lá vùng ngọn bị xoắn. Rệp sáp bột hồng có thể chuyển sang sống trên các lộc non của cây cao su để gây hại trong những điều kiện nhất định.
Rệp phấn trắng con trưởng thành và con ấu trùng đều bu bám và chích hút nhựa của những chồi non, lá non, nụ hoa, hoa, trái non… của cây cam sành. Trước khi cây ra hoa và ra trái rệp thường tập trung ở đọt non và chủ yếu là mặt dưới của lá, khi cây có hoa rệp non bò đến các cuống hoa để hút nhựa và sinh sản. Nếu mật số cao có thể làm cho chồi non, lá non bị xoắn vặn không phát triển được, nụ hoa, hoa và trái non có thể bị rụng. Ngoài cây sapô (hồng xiêm) chúng còn gây hại trên nhiều loại cây trồng khác như: ổi, mãng cầu, táo, nhãn.
Rầy mềm Ấu trùng và thành trùng tập trung mặt dưới lá, nhất là đọt non, bông, chồi, hút nhựa làm cho các phần này bị héo hoặc để lại những vết thâm đen trên lá, và truyền bệnh virus cho cây. Trên dưa, rầy gây hại trầm trọng nếu tấn công các dây chèo hay đỉnh sinh trưởng, nếu tập trung số lượng lớn ở đọt sẽ làm cho lá bị quăn queo. Phân thải ra thu hút nhiều nấm đen bao quanh làm ảnh hưởng sự phát triển trái và ảnh hưởng đến quang hợp của cây.
Nhện gié Nhện chích hút nhựa ở bẹ lá, cuống bông, cuống gié và vỏ bông lúa trước khi trỗ. Trên bẹ lá tạo thành những sọc thối đen kéo dài, làm bẹ lá có màu thâm nâu như bã trầu. Khi lúa có đòng nhện hút nhựa đòng làm bông lúa trỗ ra có nhiều hạt lép hoặc lép cả bông. Hạt lúa bị nhện hại co xoắn lại và biến màu vàng nhạt. Khi mật độ cao nhện bò lên bông lúa hút nhựa và tiếp tục gây lép một số hạt. Nhện thường mang theo bào tử nấm gây bệnh thối bẹ lúa.
Sâu phao gây hại lúa ở giai đoạn ấu trùng, cắn lá cây lúa non thành từng đoạn, rồi cuộn lại sống trong ống lá rơi xuống mặt nước được gọi là sâu “phao”. Sâu non tuổi 1 – 2 gặm bề mặt lá, rồi ăn khuyết từng miếng nhỏ, từ tuổi 3 trở đi có thể cắn đứt hẳn lá, dảnh mạ, lúa. Sâu thường ăn vào ban đêm, đối với những ngày trời râm mát, mưa phùn sâu có thể phá cả ngày. Sâu thường phá thời kỳ mạ, lúa đẻ nhánh, sâu thường phá rất nhanh có thể cắn trụi ruộng này sang ruộng khác, những năm mưa nhiều ngập úng sâu thường phá mạnh.
Sâu vòi voi con cái thường đẻ trứng rải rác ở giữa các bẹ lá, vào chỗ bẹ hay cuống lá bị thối nhũn, hoặc đục lỗ nhỏ ở mặt ngoài bẹ của những cây chuối đang có hoặc sắp có buồng rồi đẻ trứng vào đó. Thân cây có thể bị rỗng như xơ mướp, làm cho thân giả bị thối, lá vàng, nõn bị héo, củ thối và cuối cùng là cả cây bị chết. Nếu cây đã có buồng thì thường sẽ bị gẫy ngang thân hoặc gẫy cuống buồng. Những cây bắt đầu trổng bông trở đi thường là những cây bị sâu gây hại nhiều nhất